# Hron
Hron (på tysk Gran, på ungarsk Garam, på latin Gran) er en 298 km lang flod i Slovakiet og en biflod til Donau.

## Byer langs Hron
| - Brezno - Banská Bystrica - Sliač - Zvolen - Žiar nad Hronom | - Žarnovica - Nová Baňa - Tlmače - Želiezovce - Štúrovo |